# Los Charrúas
Los Charrúas es un municipio del distrito Suburbios del departamento Concordia en el noreste de la provincia de Entre Ríos en la República Argentina. El municipio comprende la localidad del mismo nombre y un área rural. Su principal actividad productiva es la arrocera, luego sigue citricultura, y después la ganadería, forestación, horticultura y apicultura.

## Historia
Los Charrúas se fue creando a partir de la estación de ferrocarril (estación Los Charrúas) en la década de 1930, con su trazado aprobado por resolución provincial el 23 de octubre de 1941, fecha tomada como fundación. La estación fue habilitada el 24 de enero de 1934.
Su población se caracteriza por conformar un crisol de razas y una diversidad religiosa. Su crecimiento sigue a la producción agrícola.
Un monumento al guerrero charrúa fue inaugurado en 1991, con motivo del cincuentenario de fundación de la localidad.
La junta de gobierno de Los Charrúas fue creada por decreto 8477/1974 del 9 de septiembre de 1974. El municipio de segunda categoría fue creado mediante el decreto 3954/1984 MGJE del 16 de octubre de 1984, luego de que la ley 7309 sancionada el 29 de mayo de 1984 aprobara la extensión del ejido y los datos censales. El 10 de diciembre de 2011 pasó a ser un municipio de categoría única. Mediante la ley provincial N° 8893, sancionada el 27 de diciembre de 1994, fue ampliado el ejido del municipio de Los Charrúas.

## Parroquias de la Iglesia católica en Los Charrúas
| Diócesis   | Concordia                |
| ---------- | ------------------------ |
| Parroquias | Nuestra Señora del Luján |